# Bisetocreagris
Bisetocreagris (лат.) — род ложноскорпионов из семейства Neobisiidae. Юго-Восточная Азия (Китай). Известно более 40 видов.

## Описание
Мелкие ложноскорпионы длиной 2—5 мм. Основным диагностическим признаком, общим для представителей рода Bisetocreagris, является наличие двух небольших волосков по обе стороны от переднемедиальной бороздки стернита III у самцов. Также характеризуется терминальными наружными и внутренними трихоботриями, расположенными вблизи кончика дистального пальца, а субтерминальные наружные трихоботрии изолированы в дистальной половине неподвижного пальца. Внутренние базальные, внутренние суббазальные и внутренние субтерминальные трихоботрии тесно сгруппированы вместе у основания пальца, наружные базальные и наружные суббазальные трихоботрии расположены на латеральной дистальной стороне кисти, таким образом, пять трихоботрий сгруппированы базально.

## Распространение
Встречается в Афганистане, Индии, Китае, Кыргызстане, Монголии, Непале, Филиппинах, Пакистане, России, Таджикистане, Таиланде, Узбекистане, Японии и Вьетнаме. К 2023 году из Китая было зарегистрировано более 30 видов.

## Классификация
Род Bisetocreagris (подсемейство Microcreagrinae) был впервые выделен Ćurčić (1983), на основе семи видов: B. annamensis (Beier, 1951), B. parablothroides (Beier, 1951), B. silvicola (Beier, 1979), B. furax (Beier, 1959), B. klapperichi (Beier, 1959), B. philippinensis (Beier, 1931) и B. maritima (Ćurčić, 1983). Первоначально большинство из них были помещены в род Microcreagris Balzan, 1892. Однако эти семь видов не имели отличительных признаков этого рода. Роды Orientocreagris Ćurčić, 1985 и Pedalocreagris Ćurčić, 1985 были позже синонимизированы с Bisetocreagris Харви (1999) и Джадсоном (1993). В 2023 году из карстовых пещер провинции Гуйчжоу (Китай) были описаны 12 новых видов: B. ampla из пещеры Хэй (город Цзуньи), B. aspera из пещеры Ту (город Тонгрен), B. brevis из пещеры Йеху (город Тонгрен), B. changbing из пещеры Саньюань и пещеры Гуаньинь (город Цзуньи), B. chumi из пещеры Туфэй (город Цзуньи), B. grandis из пещеры Вулибейдадонг (город Бицзе), B. jiangi из пещеры Anjialin (город Тонгрен), B. longidigitata из пещеры Mao’er (уезд Гидинг), B. que из пещеры Yanggong (уезд Саньду), B. sanmen из пещеры Саньмэнь (город Цзуньи), B. xishui из пещеры Дункоушань (город Цзуньи), B. tenuipalma из пещеры Саньцзе (город Цзуньи).
- Bisetocreagris afghanica (Beier, 1959)[6]
- Bisetocreagris annamensis (Beier, 1951)
- Bisetocreagris baozinensis Mahnert & Li, 2016[7]
- Bisetocreagris brevidigitata (Chamberlin, 1930)[8]
- Bisetocreagris cavernarum Mahnert & Li, 2016[7]
- Bisetocreagris cheni Jia, Zhao & Zhu, 2010
- Bisetocreagris chinacavernicola (Schawaller, 1995)
- Bisetocreagris chuanensis Mahnert & Li, 2016[7]
- Bisetocreagris furax (Beier, 1959)[6]
- Bisetocreagris gaoi Guo, Wang & Zhang, 2018[9]
- Bisetocreagris gracilis (Redikorzev, 1934)
- Bisetocreagris gracilenta Gao & Zhang, 2017
- Bisetocreagris guangshanensis Gao & Zhang, 2017
- Bisetocreagris japonica (Ellingsen, 1907)
- Bisetocreagris juanxuae Mahnert & Li, 2016[7]
- Bisetocreagris indochinensis (Redikorzev, 1938)
- Bisetocreagris kaznakovi (Redikorzev, 1918)[10]
- Bisetocreagris klapperichi (Beier, 1959)[6]
- Bisetocreagris kwantungensis (Beier, 1967)
- Bisetocreagris lampra (Chamberlin, 1930)[8]
- Bisetocreagris latona (Ćurčić, 1985)[11]
- Bisetocreagris maomaotou Gao, Wynne & Zhang, 2018[9]
- Bisetocreagris martii (Mahnert, 2003)
- Bisetocreagris nankingensis Ćurčić, 1983
- Bisetocreagris nuratiensis Dashdamirov & Schawaller, 1992
- Bisetocreagris orientalis (Chamberlin, 1930)[8]
- Bisetocreagris parablothroides (Beier, 1951)
- Bisetocreagris parva Guo & Zhang, 2017[12]
- Bisetocreagris philippinensis (Beier, 1931)
- Bisetocreagris pygmaea (Ellingsen, 1907)
- Bisetocreagris scaurum (Mahnert, 2003)
- Bisetocreagris shunhuangensis Guo, Wang & Zhang, 2018[9]
- Bisetocreagris silvestrii (Chamberlin, 1930)[8]
- Bisetocreagris silvicola (Beier, 1979)
- Bisetocreagris tenuis (Redikorzev, 1934)
- Bisetocreagris thailandica Schawaller, 1994
- Bisetocreagris titanium (Mahnert, 2003)
- Bisetocreagris turkestanica (Beier, 1929)
- Bisetocreagris ussuriensis (Redikorzev, 1934)[13]
- Bisetocreagris wangi Guo, Wang & Zhang, 2018[9]
- Bisetocreagris xiaoensis Li & Liu, 2017[3]
- Bisetocreagris yangae Guo & Zhang, 2017[12]